# Skóra (film)
Skóra (ang. Skin) – brytyjsko-południowoafrykański film biograficzny z gatunku dramat z 2008 roku w reżyserii Anthony’ego Fabiana. Wyprodukowana przez brytyjską wytwórnię BBC Films.
Premiera filmu odbyła się 7 września 2008 podczas 33. Międzynarodowego Festiwalu Filmowego w Toronto.

## Fabuła
Akcja filmu rozgrywa się w Republice Południowej Afryki w 1950 roku. Sannie (Alice Krige) i Abrahamowi (Sam Neill) Laingom rodzi się córka o ciemnej karnacji, Sandra. Para nie wiedziała, że któreś z nich ma czarnoskórych przodków. Po latach dorosła już Sandra (Sophie Okonedo) szuka własnej tożsamości.

## Obsada
Źródło: Filmweb
- Sam Neill jako Abraham Laing
- Sophie Okonedo jako Sandra Laing
- Alice Krige jako Sannie Laing
- Danny Keogh jako Van Tonder
- Tony Kgoroge jako Petrus Zwane
- Anna-Mart van der Merwe jako Anna Roux
- Jonathan Pienaar jako Van Niekerk
- Morne Visser jako doktor Sparks
- Bongani Masondo jako Henry Laing

## Nagrody i nominacje
Źródło: Filmweb
| Rok  | Miejsce                           | Nagroda            | Kategoria              | Odbiorcy i nominowani | Wynik     |
| ---- | --------------------------------- | ------------------ | ---------------------- | --------------------- | --------- |
| 2009 | British Independent Film Awards   | BIFA               | Najlepsza aktorka      | Sophie Okonedo        | Nominacja |
| 2010 | Czarna Szpula                     | Czarne Szpule      | Najlepsza aktorka      | Sophie Okonedo        | Nominacja |
| 2010 | Światowa Akademia Muzyki Filmowej | World Summit Award | Muzyczne odkrycie roku | Hélène Muddiman       | Nominacja |